# Who's That Girl Tour
Pour les articles homonymes, voir Who's That Girl.
Tournées par Madonna
The Virgin Tour 
 (1985) Blond Ambition Tour 
 (1990)
Le Who's That Girl Tour (ou Who's That Girl World Tour) est la deuxième tournée de l'artiste américaine Madonna. La tournée promeut les albums True Blue (1986) et Who's That Girl (1987). Elle est la première tournée mondiale de Madonna et visite l'Asie, l'Amérique du Nord et l'Europe. Le film Who's That Girl ne rencontre pas le succès et est un échec commercial contrairement à la bande originale. Warner Bros. estiment qu'ils peuvent compter sur le succès de Madonna et l'envoient en tournée. Nettement amélioré par rapport à The Virgin Tour au niveau technique, Who's That Girl Tour est plus attrayant.
Madonna s'entraîne physiquement pour la tournée et les chorégraphies en faisant de l'aérobic, du jogging et autres sports. Elle collabore avec la styliste Marlene Stewart pour les costumes et décide de rendre ses personnages de clips réels, retravaillant ainsi les scènes de True Blue, Open Your Heart, Papa Don't Preach et La Isla Bonita. La scène est immense : elle contient quatre écrans géants, des projecteurs et un tapis roulant au milieu des escaliers. Patrick Leonard, le directeur de la tournée, encourage Madonna à retravailler ses chansons et les proposer sous un nouveau format. Madonna trouve un nom pour sa tournée lorsqu'elle voit un jour une image géante d'elle-même projetée sur un des écrans.
La tournée contient sept changements de costumes et Madonna exécute des chorégraphies tout en abordant des causes sociales durant Papa Don't Preach et durant le rappel où elle interprète Who's That Girl et Holiday. Les critiques apprécient la tournée et lui donnent une nature extravagante et complimente le dynamisme de Madonna sur scène. La tournée permet de récolter 25 millions de dollars en recettes et la chanteuse se produit devant plus d'un million et demi de spectateurs. Selon Pollstar, il s'agit de la seconde tournée féminine de l'année derrière Break Every Rule Tour de Tina Turner. 
Plusieurs chaînes de télévision retransmettent le concert lors d'une émission spéciale et une cassette intitulée Ciao, Italia! – Live from Italy est mise en vente. Le biographe J. Randy Taraborrelli indique que « plusieurs femmes sont considérées comme des divas à cette époque et la tournée de Madonna la fait intégrer cette catégorie ». Certaines personnes parlent d'une « nouvelle Madonna », une image publique plus intellectuelle, et inventent un nouveau terme : Madonna wannabe. Une statue de Madonna est érigée à Pacentro en Italie, d'où sont originaires les ancêtres de la chanteuse.

## Genèse
« Je pense que le film n'a pas eu beaucoup de succès parce que je lui ai volé la vedette en faisant ma tournée. Les gens se sont perdus entre la tournée, la bande originale et le film car ils ont tous le même nom ».
En 1987, le film Who's That Girl ne rencontre pas beaucoup de succès et Madonna essaie de trouver autre chose pour le film. Selon J. Randy Taraborelli, Madonna a les mêmes sonorités que l'actrice Judy Holliday tout en copiant le style de Marilyn Monroe dans le film, ce qui – d'après les critiques – la compare d'une certaine manière à l'actrice Carole Lombard. Cependant, la bande son du film rencontre un immense succès. Celle-ci contient quatre chansons de Madonna plus d'autres chansons de Club Nouveau, Scritti Politti et Michael Davidson. Trois chansons de Madonna sortent en singles : Who's That Girl, Causing a Commotion et The Look of Love. Chacune connaît plus ou moins le succès.
L'album, sorti avant le film, se vend à un million d'exemplaires aux États-Unis et cinq dans le monde entier. Taraborrelli pense qu'à ce moment, tout le monde profite du succès de Madonna, et tout particulièrement Warner Bros. Records, qui remarque que les fortes ventes d'une bande originale est une vitrine pour ses artistes marginaux. Mais ils veulent encore augmenter la popularité de Madonna, un avis aussi partagé par Peter Guber et Jon Peters, les producteurs exécutifs du film. Ainsi, ils estiment qu'une tournée mondiale serait la plus appropriée, car elle ferait à la fois la publicité de la bande originale et de True Blue, sorti l'année précédente. Le succès de la première tournée mondiale de Madonna est retentissant même si la chanteuse déclare qu'elle ne voulait pas entendre ses chansons à nouveau et qu'elle ne pourrait plus en écrire d'autre. « J'ai le sentiment d'exploser et je suis convaincue que je ne pourrais pas faire de la musique très longtemps », dit-elle.

## Histoire
Première tournée mondiale de Madonna qui coïncide avec la sortie du film et de l'album Who's That Girl.
Madonna ainsi que son équipe visiteront pour la première fois l'Europe et l'Asie ainsi que certaines villes aux États-Unis ainsi que sa première visite en terre canadienne, plus précisément à Montréal ou Madonna a ses racines québécoises.
La visite de Madonna en terre italienne fut un événement majeur. Madonna était fière de donner des concerts dans le pays de sa famille Italienne.
Un des spectacles en Italie (Torino) a été capté pour la sortie vidéo de la tournée. Ciao Italia!
Durant cette tournée, Madonna interprète les succès de ses 3 premiers albums.
À noter que durant la tournée, la chanson Who's That Girl s'est classée numéro 1 dans certains pays.

## Liste des titres
1. Open Your Heart
2. Lucky Star
3. True Blue
4. Papa Don't Preach
5. White Heat
6. Causing A Commotion
7. The Look of Love
8. Dress You Up / Material Girl / Like A Virgin (medley)
9. Where's The Party
10. Live to Tell
11. Into The Groove
12. La Isla Bonita
13. Who's That Girl
14. Holiday

## Dates et lieux des concerts
| Asie             |                 |             |                                    |
| Date             | Ville           | Pays        | Lieu                               |
| 14 juin 1987     | Osaka           | Japon       | Nashinomiya Stadium                |
| 15 juin 1987     | Osaka           | Japon       | Nashinomiya Stadium                |
| 20 juin 1987     | Tokyo           | Japon       | Korakeum Stadium                   |
| 21 juin 1987     | Tokyo           | Japon       | Korakeum Stadium                   |
| 22 juin 1987     | Tokyo           | Japon       | Korakeum Stadium                   |
| Amérique du Nord |                 |             |                                    |
| Date             | Ville           | Pays        | Lieu                               |
| 27 juin 1987     | Miami           | États-Unis  | Orange Bowl                        |
| 29 juin 1987     | Atlanta         | États-Unis  | Omni Coliseum                      |
| 2 juillet 1987   | Washington      | États-Unis  | Robert F. Kennedy Memorial Stadium |
| 4 juillet 1987   | Toronto         | Canada      | Stade de l'Exposition nationale    |
| 6 juillet 1987   | Montréal        | Canada      | Forum de Montréal                  |
| 7 juillet 1987   | Montréal        | Canada      | Forum de Montréal                  |
| 9 juillet 1987   | Foxborough      | États-Unis  | Sullivan Stadium                   |
| 11 juillet 1987  | Philadelphie    | États-Unis  | Veterans Stadium                   |
| 13 juillet 1987  | New York        | États-Unis  | Madison Square Garden              |
| 15 juillet 1987  | Seattle         | États-Unis  | King County Domed Stadium          |
| 18 juillet 1987  | Anaheim         | États-Unis  | Angel Stadium of Anaheim           |
| 20 juillet 1987  | Mountain View   | États-Unis  | Shoreline Amphitheatre             |
| 21 juillet 1987  | Mountain View   | États-Unis  | Shoreline Amphitheatre             |
| 24 juillet 1987  | Houston         | États-Unis  | Houston Astrodome                  |
| 26 juillet 1987  | Irving          | États-Unis  | Texas Stadium                      |
| 29 juillet 1987  | Saint Paul      | États-Unis  | St. Paul Civic Center              |
| 31 juillet 1987  | Chicago         | États-Unis  | Soldier Field                      |
| 2 août 1987      | East Troy       | États-Unis  | Alpine Valley Music Theater        |
| 4 août 1987      | Richfield       | États-Unis  | Coliseum at Richfield              |
| 5 août 1987      | Richfield       | États-Unis  | Coliseum at Richfield              |
| 7 août 1987      | Pontiac         | États-Unis  | Silverdome                         |
| 9 août 1987      | East Rutherford | États-Unis  | Giants Stadium                     |
| Europe           |                 |             |                                    |
| Date             | Ville           | Pays        | Lieu                               |
| 15 août 1987     | Leeds           | Royaume-Uni | Roundhay Park                      |
| 18 août 1987     | Londres         | Royaume-Uni | Stade de Wembley                   |
| 19 août 1987     | Londres         | Royaume-Uni | Stade de Wembley                   |
| 20 août 1987     | Londres         | Royaume-Uni | Stade de Wembley                   |
| 22 août 1987     | Francfort       | Allemagne   | Waldstadion                        |
| 25 août 1987     | Rotterdam       | Pays-Bas    | Stade Feijenoord                   |
| 26 août 1987     | Rotterdam       | Pays-Bas    | Stade Feijenoord                   |
| 26 août 1987     | Rotterdam       | Pays-Bas    | Stade Feijenoord                   |
| 29 août 1987     | Paris           | France      | Parc de Sceaux                     |
| 31 août 1987     | Nice            | France      | Stade Charles-Ehrmann              |
| 4 septembre 1987 | Turin           | Italie      | Stade olympique de Turin           |
| 6 septembre 1987 | Florence        | Italie      | Stade Artemio-Franchi              |

## Diffusions et enregistrements
Le concert de Turin fut diffusé sur TF1 le 4 septembre 1987, rediffusé en janvier 1988.

## Galerie
|                 |
| Open Your Heart |

|            |
| Lucky Star |

|           |
| True Blue |

|                   |
| Papa Don't Preach |

|            |
| White Heat |

|                     |
| Causing a Commotion |

|                  |
| The Look of Love |

|                       |
| Dress You Up (medley) |

|                        |
| Material Girl (medley) |

|                        |
| Like a Virgin (medley) |

|                   |
| Where's The Party |

|              |
| Live to Tell |

|                 |
| Into The Groove |

|                |
| La isla bonita |

|                 |
| Who's That Girl |

|         |
| Holiday |